# Vern Ehlers

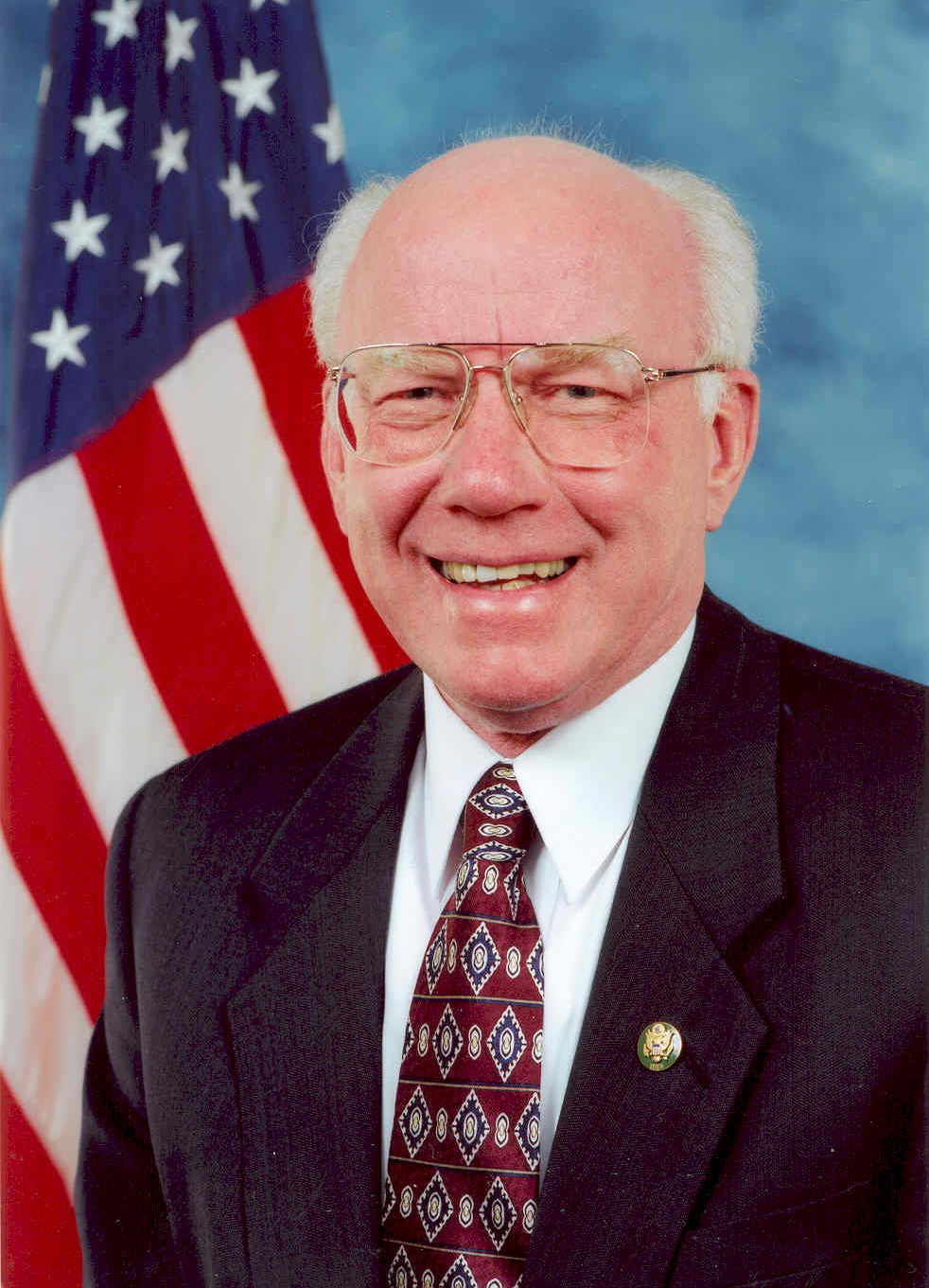
Vern Ehlers

Vernon James „Vern“ Ehlers (* 6. Februar 1934 in Pipestone, Minnesota; † 15. August 2017 in Grand Rapids, Michigan) war ein US-amerikanischer Politiker. Er saß von 1993 bis 2011 als Abgeordneter für die Republikanische Partei im Repräsentantenhaus der Vereinigten Staaten.
Vern Ehlers besuchte nach Abschluss seiner Schulausbildung in Pipestone drei Jahre lang das Calvin College in Grand Rapids und wechselte dann zur University of California in Berkeley, wo er im Jahr 1960 einen Abschluss als Ph.D. in Atomphysik machte. Nach sechs Jahren Lehre und Forschung in Berkeley wechselte er 1966 an das Calvin College, wo er 16 Jahre lang Physik lehrte und dann Vorsitzender der Physik-Abteilung wurde.
Seine politische Karriere begann Ehlers 1974, als er zum ersten Mal in das Board of Commissioners im Kent County gewählt wurde und dort für vier Legislaturperioden blieb. Anschließend gehörte er für zwei Jahre dem Repräsentantenhaus von Michigan und für acht Jahre dem Senat von Michigan an.
Im Jahr 1993 ersetzte er als Kongressmitglied den verstorbenen Abgeordneten Paul B. Henry und hatte seinen Wahlbezirk sechsmal gewonnen, ohne wesentliche Opposition bei der Demokratischen Partei. Ehlers galt als moderater Republikaner, der beispielsweise in Fragen des Umweltschutzes bereits gegen seine Partei gestimmt hatte. Er war Mitglied der Republican Main Street Partnership, einer Vereinigung republikanischer Politiker, die für eine Zusammenarbeit mit den Demokraten in gewissen Themenbereichen eintreten. Von 2008 bis 2009 war er Vorsitzender des House Administration Committee.
Ehlers erklärte, bei den Wahlen des Jahres 2010 nicht wieder anzutreten und damit am 3. Januar 2011 aus dem Parlament auszuscheiden. Um seine Nachfolge bewarb sich Justin Amash, republikanischer Abgeordneter im Repräsentantenhaus von Michigan. Amash konnte die Wahl für sich entscheiden und trat am 3. Januar 2011 die Nachfolge von Ehlers an, der ausschied.
1995 wurde er Fellow der American Physical Society. 1996 war er einer der Loeb Lecturer.